# Maurines
Maurines – miejscowość i gmina we Francji, w regionie Owernia-Rodan-Alpy, w departamencie Cantal. W 2013 roku populacja gminy wynosiła 115 mieszkańców. Przez gminę przepływa rzeka Bès. 